# 韩曙
韩曙（1922年—2004年5月31日），山西灵石人，中国人民解放军高级军官，为著名艺人韩雪的祖父。
韩曙于1936年3月参加中国工农红军，1937年4月加入中国共产党。他曾经参加过抗日战争、第二次国共内战和朝鲜战争，抗战时期历任八路军团宣传员、分队长、营青年干事、指导员，新四军旅组织干事、股长、教导员、总支部书记、团政委；第二次国共内战时期历任新四军独立旅营长、东北民主联军师作战科长、团参谋长、副团长、解放军团长；朝鲜战争时期历任中国人民志愿军第117师副师长、师长；和平时期历任军事学院战役教员、教研室主任、三十八军副军长等职务。1955年获大校军衔，1980年代退休，此后定居于苏州。韩曙于2004年5月31日因病在苏州逝世，享年82岁。
韩曙一生共获得16枚勋章，包括独立自由勋章、解放勋章、八一奖章、红星奖章等，这些勋章现时由韩雪保管。